# ヴィルヌーヴ＝ルベ
ヴィルヌーヴ＝ルベ （Villeneuve-Loubet、プロヴァンサル語:Vilanòva Lobet）は、フランス、プロヴァンス＝アルプ＝コート・ダジュール地域圏、アルプ＝マリティーム県のコミューン。

## 地理
カーニュ＝シュル＝メールとアンティーブの間、ルー川の河口に位置する。このコミューンはかつての2つの村から成り立っている。内陸側はヴィルヌーヴという古い村であり、ルベ村は地中海に面している。モナコとカンヌの中間に位置しており、サン＝ポール＝ド＝ヴァンスとグラース地域に向けて開けている。
ヴィルヌーヴ＝ルベは、訪問客用に約4kmの海岸線を用意している。海水浴場は、コート・ダジュールに滞在するための基本的な選択である。様々な活動やアルプ＝マリティームの観光地とのアクセスが良いからである。

## 歴史
コミューン内に残る最も古い居住地の痕跡は、先史時代にさかのぼり、数箇所に点在している。しかし最も重要な居住地跡は、鉄器時代そしてローマ時代にさかのぼるものである。
11世紀からルベは存在しており、防衛機能のある居住地となり、12世紀には教会を持っていた。12世紀初頭から警備隊がこの地にあり、12世紀中には2つの教会がある防衛機能を持つ居住地となっていた。村は13世紀初頭に破壊されてしまったが、その地にマドーヌの塔が建設された（14世紀後半に塔は失われた）。ヴィルヌーヴは1234年頃、カタルーニャの家系であり、プロヴァンス東部で勢力を結合しようとしていたバルセロナ家のプロヴァンス伯に仕えるロメ・ド・ヴィルヌーヴによってつくられた。彼は、現在のヴィルヌーヴ＝ルベの城がある場所に城を建設した。村と教会が14世紀初頭にあったことが証明されている。

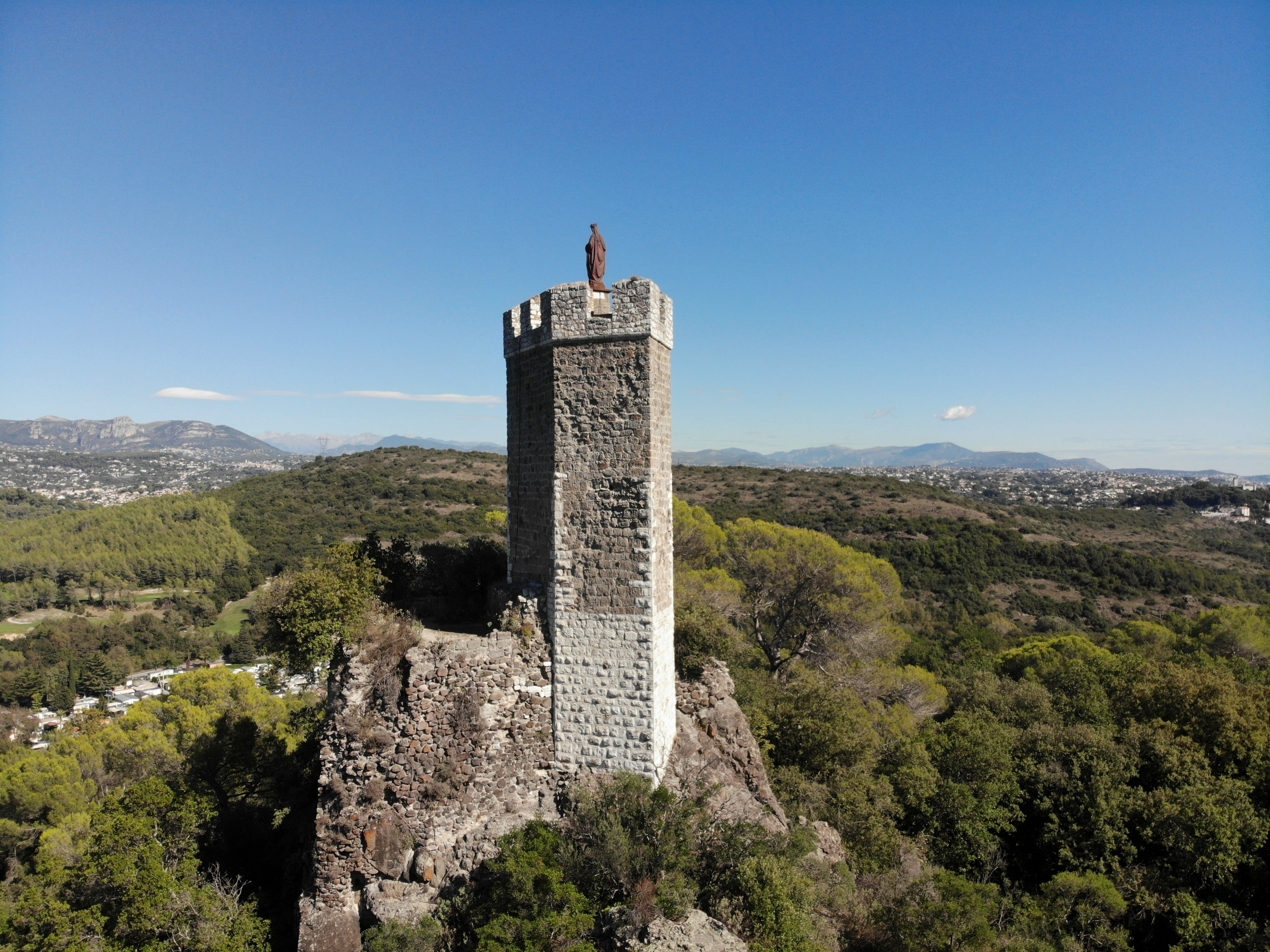
マドーヌの塔
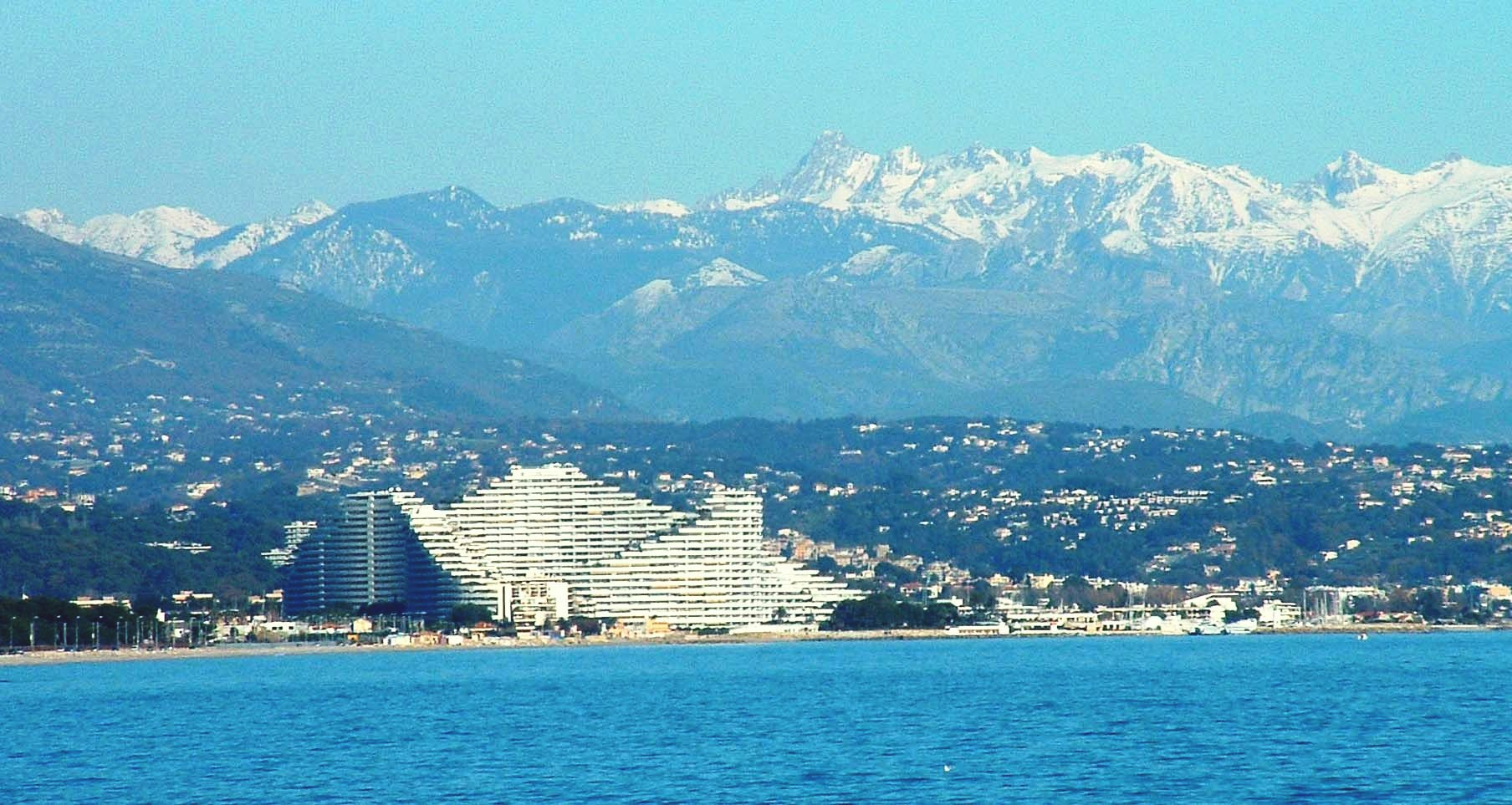
アンジュ湾から眺めたマリーナ

## 経済
リゾート地であるとともに、ソフィア・アンティポリスの一部であるため、多くのサービス産業がコミューン内にある。

## 人口統計
| 1962年 | 1968年 | 1975年 | 1982年 | 1990年 | 1999年 | 2006年 | 2011年 |
| ------ | ------ | ------ | ------ | ------ | ------ | ------ | ------ |
| 2769   | 3865   | 6001   | 8083   | 11 539 | 12 935 | 14 104 | 14 995 |

参照元:1999年までEHESS/Cassini、2004年以降INSEE

## 姉妹都市
- フォルリンポーポリ、イタリア

## 出身者
- オーギュスト・エスコフィエ - シェフ